# Clemente Russo
Clemente Russo (Caserta, 1982. július 27. –) olimpiai ezüstérmes, világbajnok és Európa-bajnok olasz amatőr ökölvívó.

## Eredményei
- 2004-ben az Európa-bajnokságon még félnehézsúlyban versenyzett, és Szűcs István már a nyolcaddöntőben búcsúztatta.
- 2004-ben az olimpián még szintén félnehézsúlyban és szintén csak a nyolcaddöntőig jutott, ahol a későbbi bajnok amerikai Andre Wardtól szenvedett vereséget.
- 2006-ban az Európa-bajnokságon már nehézsúlyúként a negyeddöntőben vereséget szenvedett a német Alexander Povernovtól, így nem szerzett érmet.
- 2007-ben világbajnok nehézsúlyban, ahol visszavágott Povernovnak, és a döntőben az orosz Rahim Csahkijevet győzte le szűk (7:6) pontozással.
- 2008-ban ezüstérmes az olimpián nehézsúlyban. A negyeddöntőben az ukrán Olekszandr Uszikot, az elődöntőben az amerikai Deontay Wildert győzte le, majd a döntőben ismét kikapott az orosz Rahim Csahkijevtől.